# テキサス州防衛隊

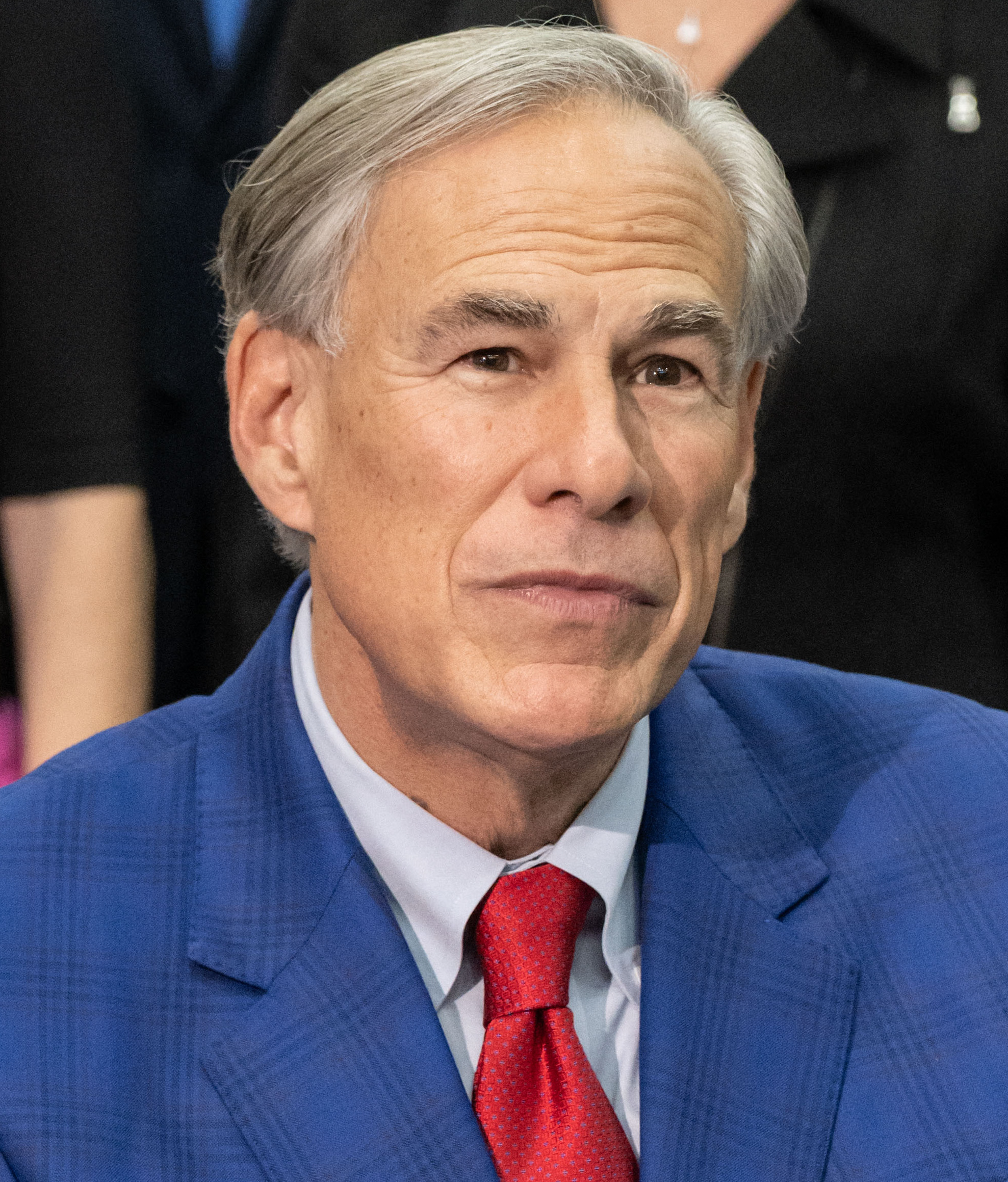
最高司令官たる州知事、グレッグ・アボット（2015年 - ）

テキサス州防衛隊（Texas State Guard, TXSG）は、テキサス州軍（Texas Military Forces）を構成する3つの部門のうちの1つである。他の2部門（テキサス陸軍州兵、テキサス空軍州兵）と同様、防衛隊はテキサス州知事の指揮下にあり、また知事が任命した州兵総監 (State adjutant general) により監督される。
防衛隊の任務は、有事の際に州当局および地方自治体に即応可能な軍事力を提供すること、行政当局に対する防衛援護の一環として国土安全保障および社会奉仕を担うこと、必要に応じて陸軍州兵および空軍州兵を増強することである。
本部はテキサス州オースティンのキャンプ・マブリー内に設置されている。合衆国法典第32編およびテキサス州政府法典第431章のもと、防衛隊は州民兵（state militia）として活動している。

## 概要
テキサス州防衛隊は、アメリカ合衆国における州防衛軍の1つである。有事におけるテキサス州軍および行政当局への支援・増強、および平時における州兵組織および地方自治体に対する支援を任務とする。防衛隊は連邦軍の指揮系統から完全に切り離されており、連邦政府の指揮下に入ることがない純粋な州政府機関である。
防衛隊は4個民事旅団（Civil Affairs Brigades）から構成され、各旅団は4個大隊から成る。また、捜索救助、船舶操縦、潜水、警備などの活動を実施する専門部隊が各中隊にて編成されている。
入隊時の階級は連邦軍勤務時の階級のほか、民間で受けた教育の程度によって決定される。軍での勤務や予備役将校訓練課程への参加経験がない場合、入隊時に基礎適応訓練（Basic Orientation Training, BOT）を受ける必要がある。防衛隊員の日給は階級に関わらず一定で、州知事の命令による出動および2008年以降開始された必須訓練への参加日数に対し支払われる。
基本的な組織構造や階級等の制度はいずれも連邦軍に倣ったものである。任務に当たる際には各部門の規定に従いテキサス州軍の制服を着用する。陸軍および空軍州兵の隊員と同様、防衛隊員にも州政府による勲章・記章等を受章する権利がある。例えば、2005年のハリケーン・カトリーナおよびハリケーン・リタ上陸に際し出動した防衛隊員は州知事殊勲部隊章（Governor's Unit Citation）を受章している。
テキサス州知事は防衛隊の最高司令官（Commander-in-chief）である。テキサス州憲法第4条第7項には、「実際に合衆国によって招集される場合を除き、知事は州軍の最高司令官となる。知事は州法の執行、反乱鎮圧、侵略の撃退のため、民兵を召集する権限を有する」（He shall be Commander-in-Chief of the military forces of the State, except when they are called into actual service of the United States. He shall have the power to call forth the militia to execute the laws of the State, to suppress insurrections, and to repel invasions.）と規定されている。

## 歴史

### 前史
テキサス州防衛隊の起源は、スティーブン・オースティンが発足させた植民地民兵まで遡ることができる。1823年2月18日、メキシコ帝国皇帝アグスティン1世は、最初の非スペイン系入植指導者となったオースティンに対し民兵組織の結成を許可した。オースティンには中佐の階級が与えられ、その他の士官は入植者らによる投票で選出した。この直後、かねてより敵対的で入植者らとの小競り合いも起こしていたインディアン部族との戦闘があった。1827年、フレドニアンの反乱が勃発すると、オースティンの民兵隊はメキシコ政府からの招集に応じて鎮圧に参加した。
1835年、テキサス各地に存在した全ての民兵組織はサミュエル・ヒューストン将軍のもとテキサス共和国暫定政府指揮下の軍組織として統合された。1836年に共和国が独立すると、この軍組織は正式にテキサス共和国陸軍（Army of the Republic of Texas）として整理された。1845年のテキサス併合を経て共和国はテキサス州となり、共和国陸軍はアメリカ陸軍に合流した。ただし、この時に一部の民兵組織は別途活動を続けた。1861年、テキサス州がアメリカ連合国に与すると、活動を続けていた民兵組織に加えて新たに結成された民兵連隊などが結集し、連合国軍に加わり戦った。
1871年、いわゆるレコンストラクションの過程において、テキサス州各地で個別に活動を続けていた民兵組織が防衛隊（State Guard）として統合・再編される。1903年には連邦政府の指導下にあるテキサス陸軍州兵が設置され、従来の民兵組織の役割を引き継いだ。第一次世界大戦中に州兵の動員が進められた際にも、州兵に代わる州軍組織の設置を必要とする意見が連邦議会に提出されたことがある。これにより戦時中は自衛のための軍組織を結成することが認められた。テキサス州議会でもこれに備えた法案を通過させたものの、結局この時点では軍組織の設置自体は行わなかった。

### 第二次世界大戦

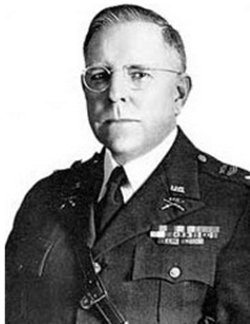
ジョン・ワット・ペイジ

1944年に制定された肩章

1939年の第二次世界大戦勃発を受け、アメリカでは1940年9月16日から州兵の招集が始まった。州兵が連邦軍に組み込まれたことで、各州政府は州境警備や州民の生命、財産の保護を行う軍部隊の必要性を訴えるようになった。1940年10月21日、連邦議会で国防法の改正が行われた。これに含まれた州防衛隊修正条項（State Guard Amendment）では、各州の防衛を担う防衛隊の設置が認められることとなった。防衛隊の任務や規模は各州政府の決定に委ねられ、陸軍省は訓練の監督および指揮、必要に応じて装備や車両等の提供を行うものとされた。防衛隊は州兵総局の指導下に置かれ、規則や軍法については州兵に準じた扱いが行われるものとされた。また、州兵部隊が帰国した後には、それぞれの防衛隊は動員解除あるいは解散することとされた。
国防法改正案の可決後、テキサス州知事W・リー・オダニエルは、テキサス州兵総監ジョン・ワット・ペイジ准将（John Watt Page）に対し、将校団の仮任命や入隊予定者名簿の作成など、防衛隊の組織計画の策定を行わせた。1940年末までに将校500名、下士官兵6,000名から成る173個中隊が非公式ながら組織され、またペイジはオダニエル知事によって防衛隊の司令官に任命された。1941年2月1日、テキサス州議会でテキサス防衛軍法（Texas Defense Guard Act, H.B. #45) を承認し、知事による署名が行われた。この法律に基づいてテキサス防衛軍（Texas Defense Guard）が設置され、志願者17,497人が最初の隊員となった。この数は同時期の州兵への入隊者11,633人を上回っていた。1943年5月12日、防衛軍から防衛隊（Texas State Guard）への改称が行われ、翌年7月に現在まで使われている肩章のデザインが制定された。
陸軍の募兵活動の妨げとならないよう、防衛隊の隊員募集はもっぱら高齢者、第一次世界大戦従軍者、兵役経験のない者、実業家、防衛産業の労働者、商店主、農民、連邦軍に勤務する資格のない若者といった人々を対象とした。州命令による出動を除いて、入隊後の3年間は無給で勤務しなければならなかった。入隊時に満たさなければならない体力基準は陸軍と同等であった。また、不名誉除隊の経歴を持つ者の入隊は認められなかった。活動範囲はテキサス州内に限定され、連邦軍からの招集も受けないものとされた。ただし、州知事は反乱者あるいは敵軍の追跡のため、隊員に州外の軍および警察との協働を命じる権限を有しており、また同様に近隣州によるテキサス州内への追跡を認めることもできた。年齢制限は当初18歳から60歳とされていたが、戦争後期には下限が16歳まで引き下げられ、未成年者は保護者の同意のもとで入隊が認められた。正式に防衛隊の一部とはされていなかったが、女性隊員から成る小規模な補助部隊もいくつか設置された。
ペイジは防衛隊の役割をナチス・ドイツの侵攻に備えた「第2防衛線」と位置づけており、州全土に部隊を配置することを計画していた。町や郡への部隊配置は、その地域の戦略的重要性を述べた申請書、有事における指揮体制についての報告を地元の組織（地方議会や退役軍人団体など）が提出し、これの審査の後に行われていた。例えば、デンバーシティとヨーカム郡は、域内に存在する軍需産業や油田、製油所、石油貯蔵所、発電所といった施設の重要性を申請時に述べていた。1942年までに50個大隊が設置された。
当時の入隊者は制服を自弁で調達しなければならなかった。弾薬や物資の調達に充てる少額の資金援助は行われたものの、その他の予算は市民団体や後援者からの寄付に頼ることとなった。
1941年7月に陸軍省による余剰火器の貸与が始まるまで、隊員らは持ち寄った銃火器を装備し、空き地や校庭で訓練を行っていた。その後はスプリングフィールドM1903小銃およびトンプソン・サブマシンガンの取扱訓練も行われた。ただし、太平洋戦争勃発後には陸軍で小銃が不足し始めたため、1942年には小銃の返還を余儀なくされ、代わりに散弾銃が配備された。1943年からはM1917エンフィールド小銃が標準的に支給されるようになった。
結成後間もない1941年9月に発生したハリケーンの際には、500名の防衛隊員が派遣され、被災者の救助や巡回など、地元当局への支援任務にあたった。1943年のボーモント暴動では、ボーモント市長ジョージ・ゲイリー（George Gary）が防衛隊の第18大隊を動員したほか、州知事代行A・M・エイキン・ジュニアによって戒厳令が敷かれ、州警察やテキサス・レンジャーとともに、 1,800名の防衛隊員がボーモントへと派遣された。戦時中には演習場に移動する連邦軍車列の護衛や脱走捕虜の捜索なども行った。

### 第二次世界大戦後
1947年4月16日のテキサスシティ大災害の際にも、対応にあたる地元警察の活動を支援するために防衛隊が派遣された。
1947年8月28日、民兵組織の活動を認める連邦法の失効を受け、防衛隊は解散した。1948年1月、州議会にてテキサス州防衛予備隊（Texas State Guard Reserve Corps）の発足が認められた。1955年、連邦議会が防衛隊の活動を改めて認めた。1965年8月30日、防衛予備隊は正式に防衛隊へと改組された。
当初、防衛隊の編成上の基本単位は独立大隊だったが、後には連隊を基本単位として再編成され、旅団級部隊もいくつか編成されるようになった。また、当初は歩兵および国内保安部隊が主な編成だったが、1970年代初頭からは憲兵組織として再編成が行われた。その後、6個憲兵隊（Military Police Group）が設置され、州公安局（Texas Department of Public Safety）が定めた管区を担当した。
1979年、第7憲兵隊が設置され、州東部に展開する大隊の指揮統制に割り当てられた。1980年には再編成が行われ、第8憲兵隊（サンアントニオ）と第9憲兵隊（ダラス）が設置された。当初の6個憲兵隊はフォートワース、ヒューストン、リオグランデバレー、ミッドランド、ラボック、オースティンにそれぞれ本部を置いていた。
1993年、防衛隊は連隊を基本単位とする新編成に移行し、これに伴い従来の部隊名は全て消滅した。第1連隊（サンアントニオ）、第2連隊（オースティン）、第4連隊（フォートワース）、第8連隊（ヒューストン）、第19連隊（ダラス）、第39連隊（ラボック）の6個連隊が設置された。1993年7月、キリーンで催された州防衛協会（Texas State Guard Association）の大会において、防衛隊の新たな連隊旗が発表された。連隊が独自の記章類を制定したのは第二次世界大戦以来のことであった。1995年3月、第39連隊から抽出した戦力によって7つ目の連隊となる第9連隊がエルパソに設置されたが、1999年には第39連隊に再統合されている。

## 制服
1943年に改めて設置された時、制服と階級章は陸軍と同じものが採用され、防衛隊の徽章が左腕に付けられた。
防衛隊員が主に着用する州軍の制服はおおむねアメリカ陸軍のACU野戦服と同様だが、徽章類など細部が異なる。水上連隊においてはアメリカ海兵隊で採用されているMARPATデザートパターンの迷彩が施された野戦服を着用する。航空隊員はアメリカ空軍のABU野戦服を着用する。医務旅団の将兵も州軍の制服を着用するが、任務上の必要に応じて連邦軍の指揮下に入ることが認められており、その場合は連邦軍将兵と同様の制服を着用する。

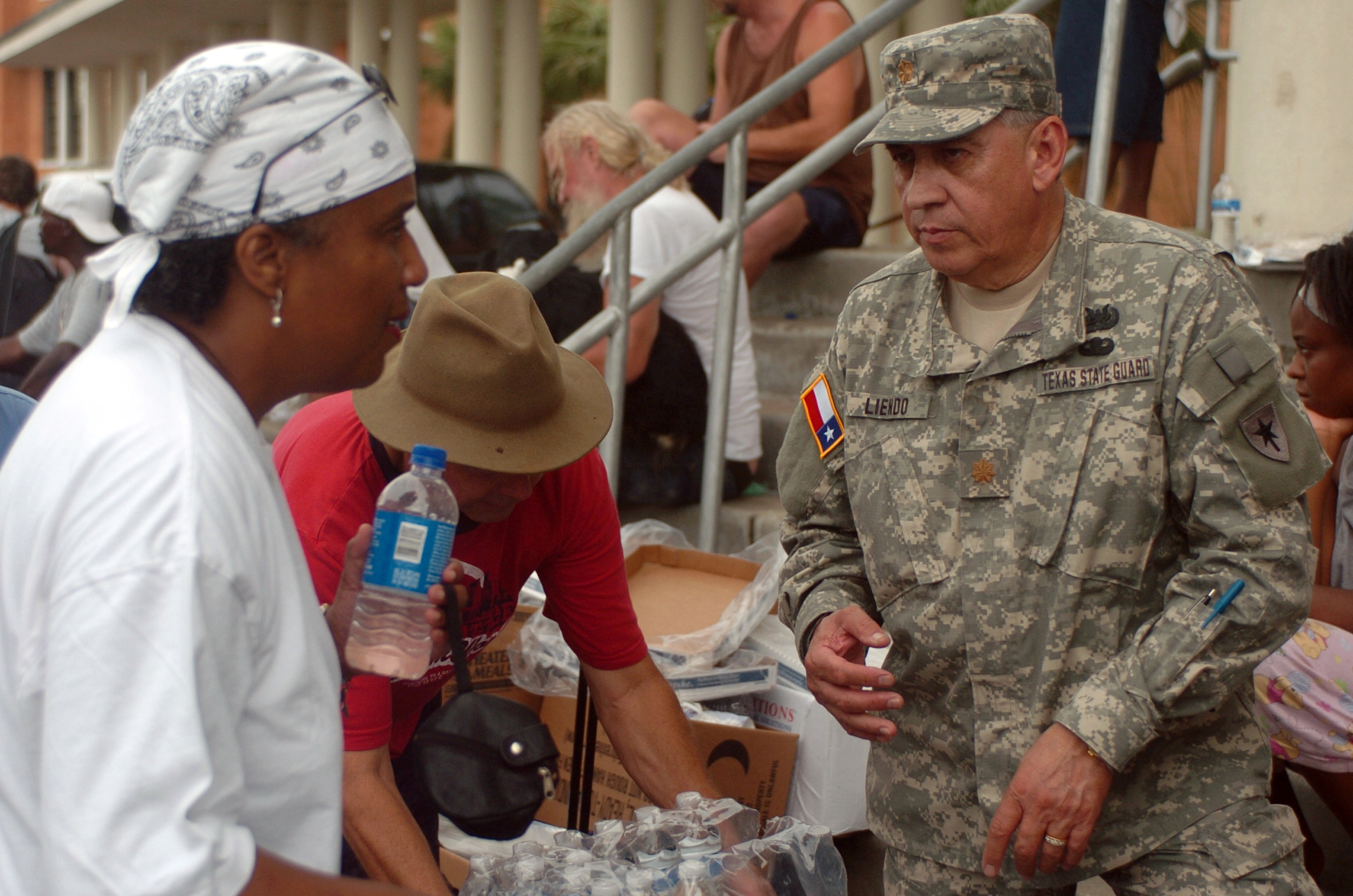
医務旅団所属の少佐。左胸に防衛隊への所属を示すネームテープを着用している。また、右腕には州旗の記章を取り付けている。
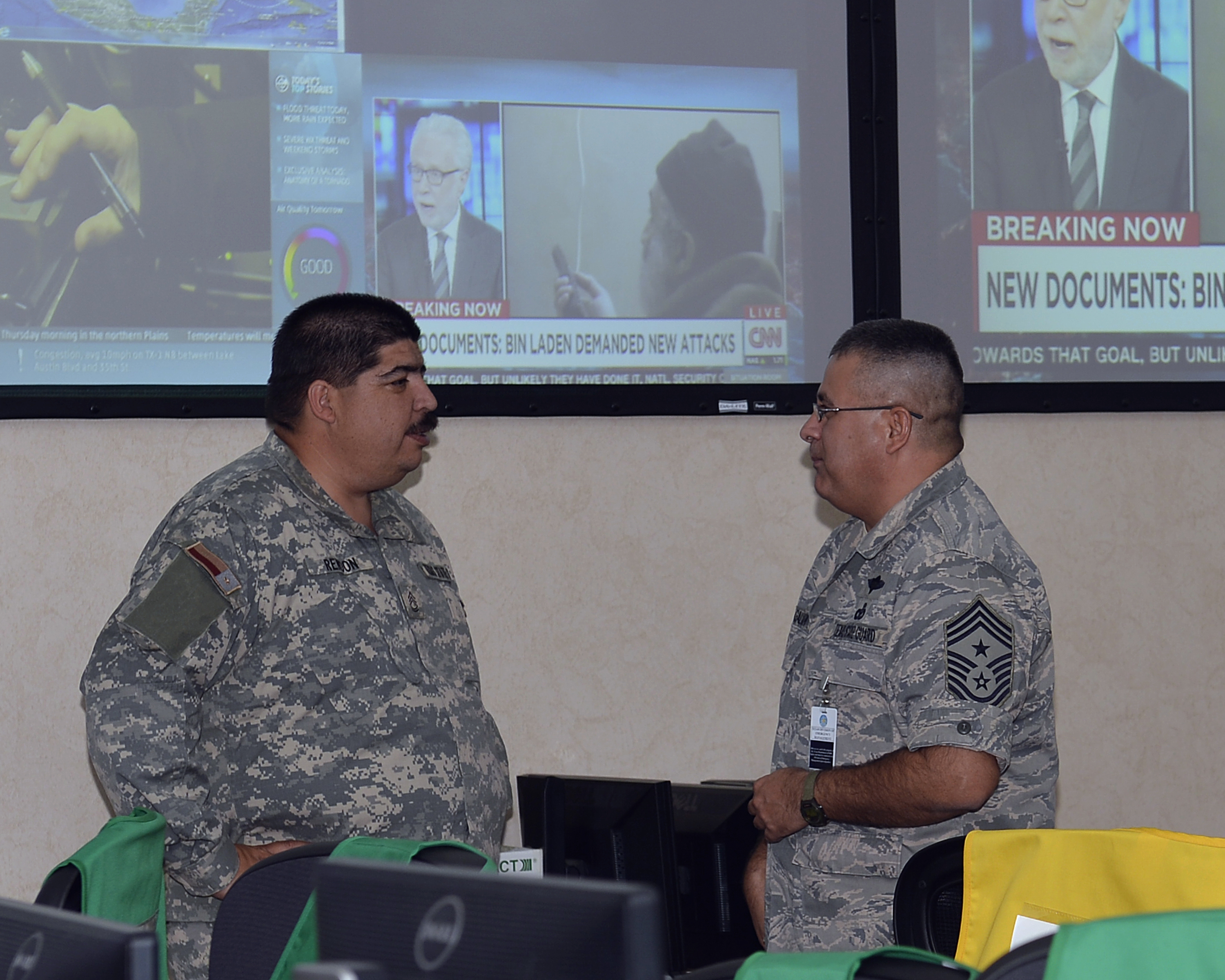
左の下士官はACU野戦服、左の下士官はABU野戦服を着用している。
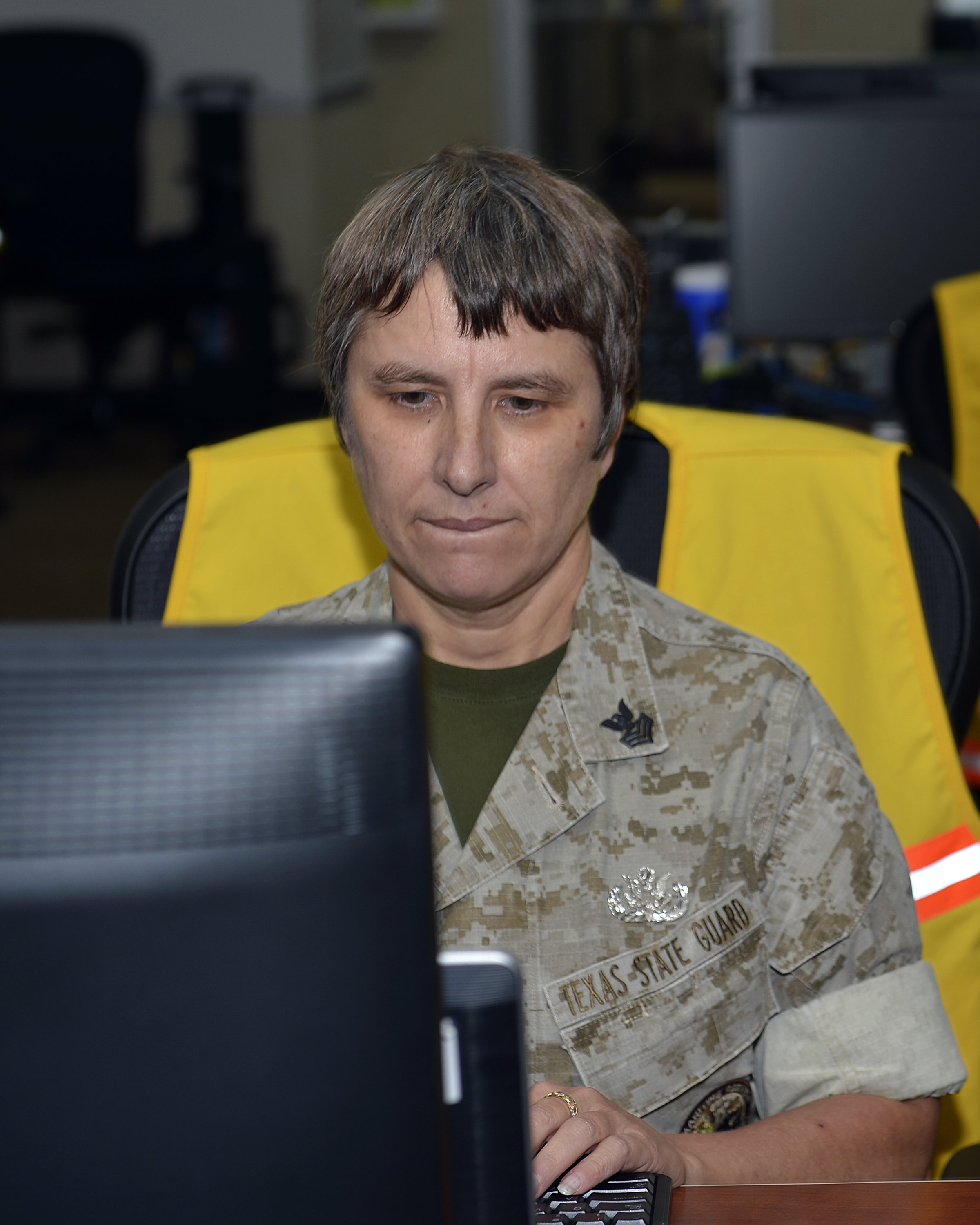
水上連隊の隊員。MARPATデザートパターン迷彩の野戦服を着用している。
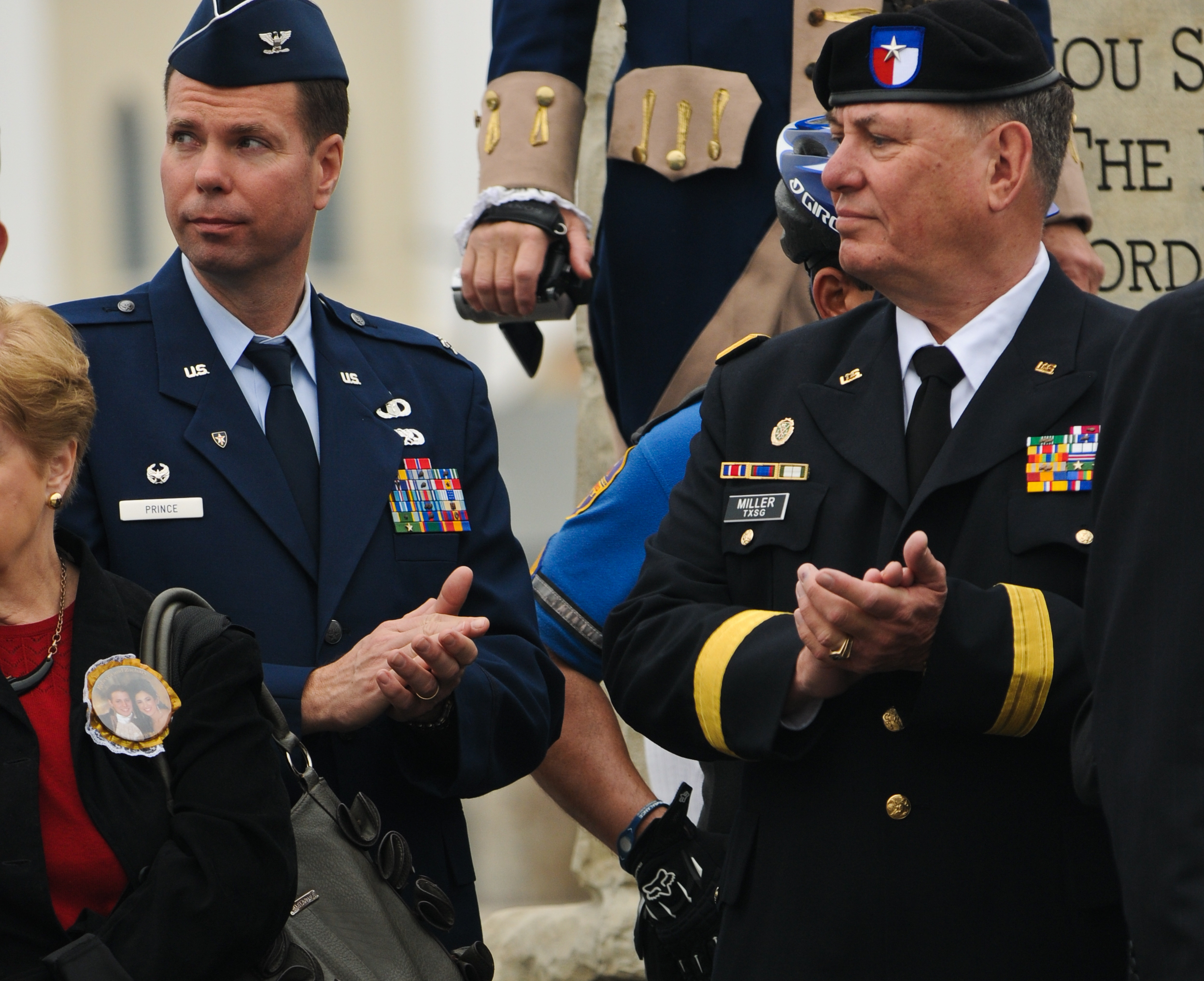
正装した防衛隊参謀長チャールズ・ミラー准将（右）。隣は民間航空パトロールテキサス飛行隊（英語版）のドナルド・プリンス大佐。
防衛隊のベレーフラッシュ。

## 編成

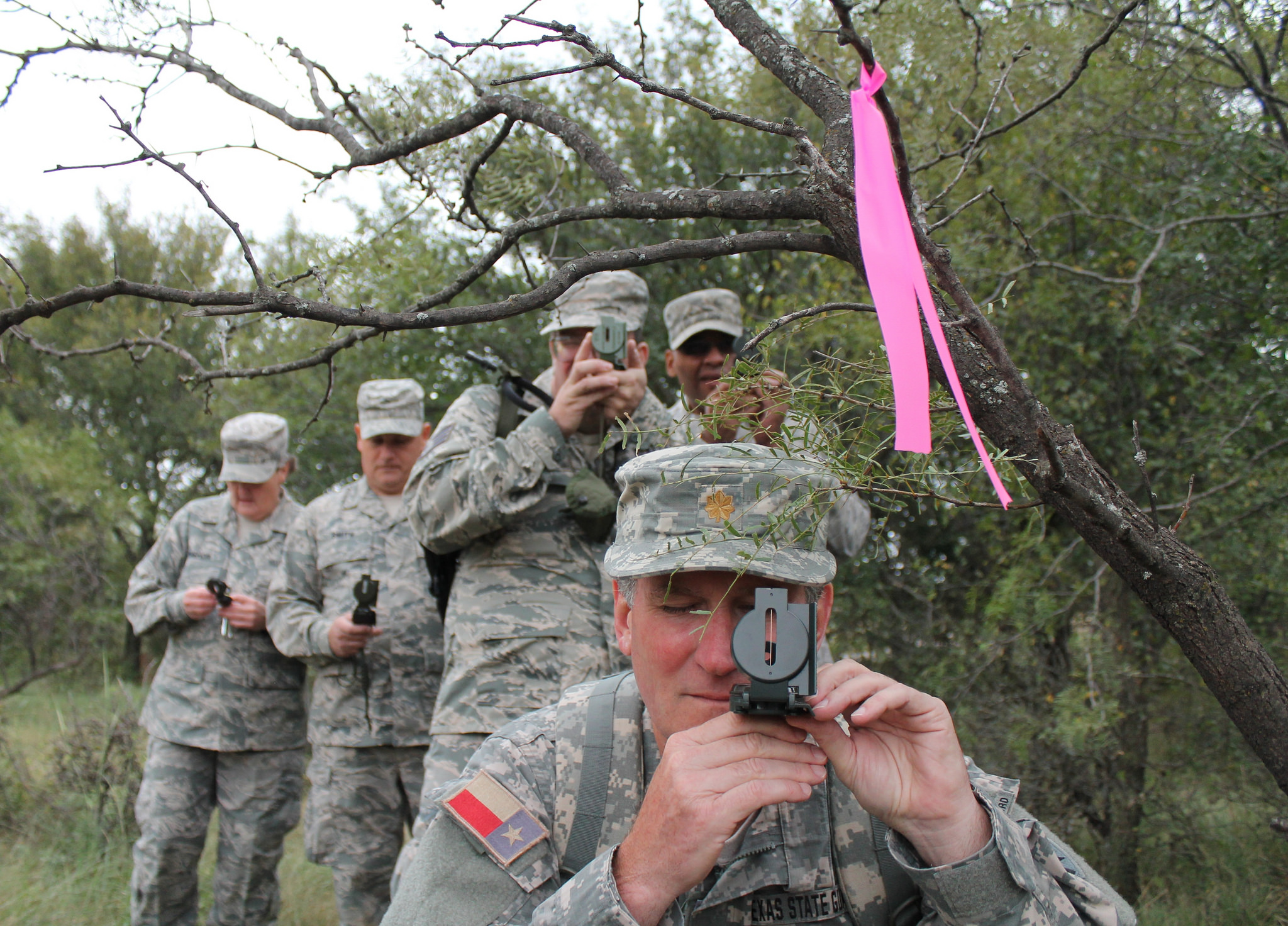
演習中の防衛隊第4連隊第3大隊。先頭はゲイリー・シャーマン少佐（Gary Sherman）

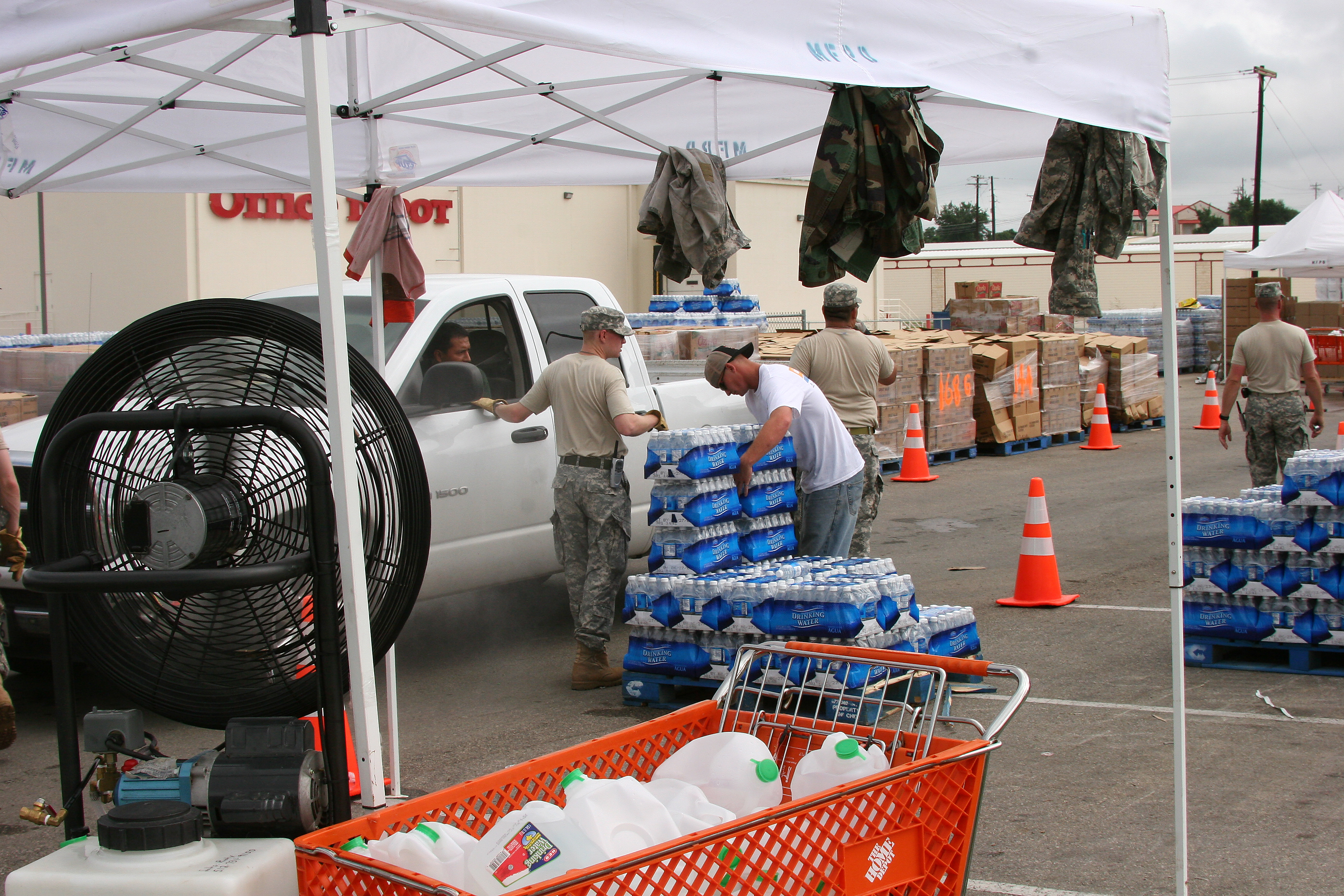
洪水によって水源地が汚染された際、無料飲料水の配布を行う防衛隊員

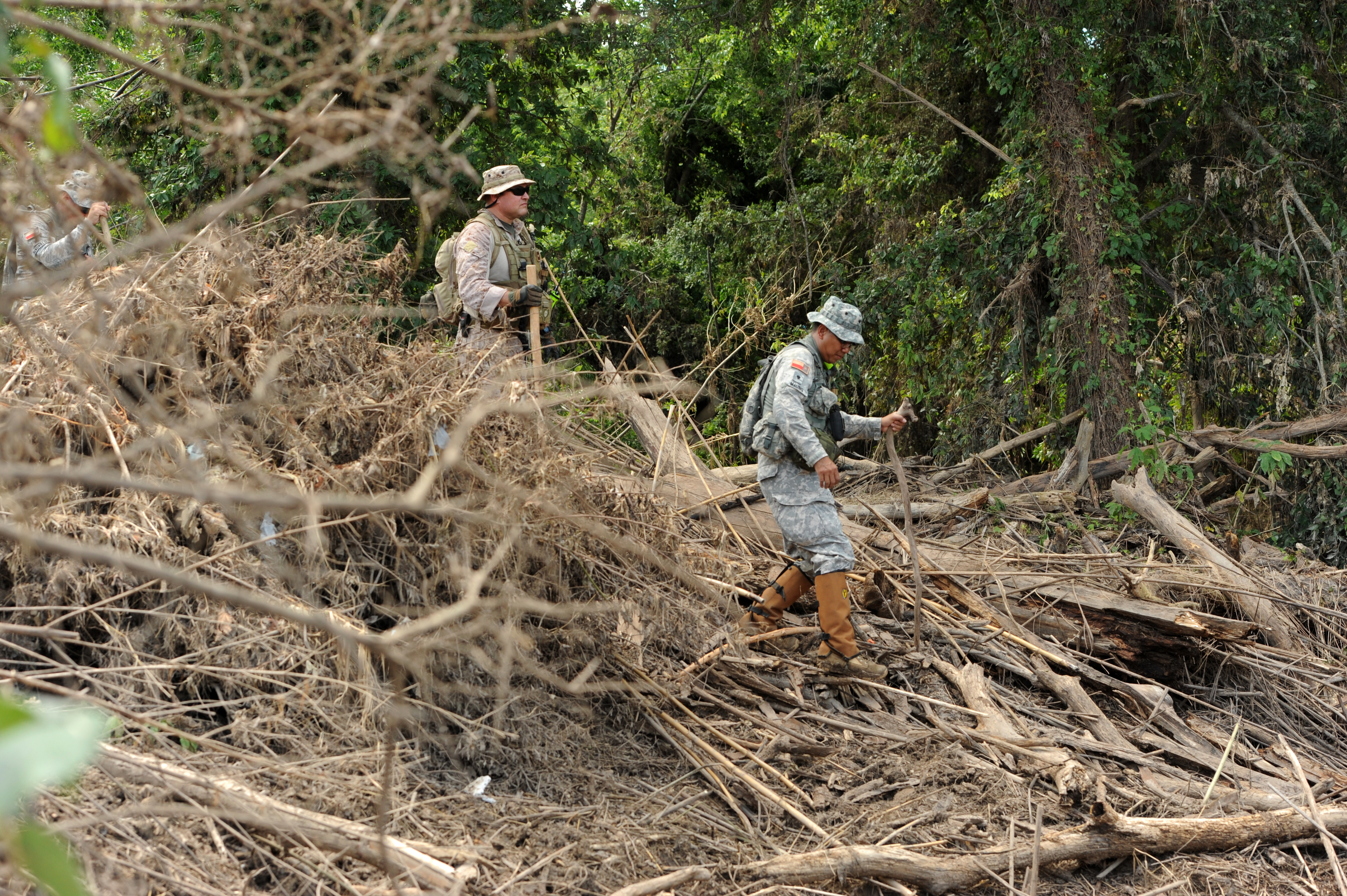
ブランコ川付近で捜索活動を行う防衛隊員

現在は以下の4個旅団から構成されている。
- 第1旅団（ダラス-フォートワース）
- 第2旅団（ヒューストン）
- 第3旅団（コーパスクリスティ）
- 第6旅団（オースティン）